# Беназеприл
Беназеприл — синтетичний антигіпертензивний препарат, що належить до групи інгібіторів АПФ, для перорального застосування. Беназеприл уперше синтезований у лабораторії компанії «Ciba-Geigy» (натепер частина компанії «Novartis»), на який було отримано патент у 1991 році.

## Фармакологічні властивості
Беназеприл — синтетичний лікарський препарат, що належить до групи інгібіторів АПФ. Механізм дії препарату полягає у пригнічення ренін-ангіотензин-альдостеронової системи плазми крові, яка приводить до зменшення впливу ангіотензину ІІ на судини та до зменшення секреції альдостерону, що призводить до збільшення концентрації калію у сироватці крові та збільшення втрати рідини та натрію. Після прийому беназеприлу у результаті інгібування ангіотензинперетворюючого ферменту підвищується активність калікреїн-кінінової системи, що призводить до вазоділатації та підвищення активності простагландинової системи. Беназеприл знижує загальний периферійний опір судин, систолічний та діастолічний артеріальний тиск, перед- та постнавантаження на міокард, зменшує заклинювальний тиск у легеневій артерії та зменшує симптоми серцевої недостатності. Тривале лікування беназеприлом у хворих із хронічною нирковою недостатністю призводить до зменшення протеїнурії та зниженню ризику подальшого погіршення функції нирок.

### Фармакодинаміка
Беназеприл швидко всмоктується у шлунково-кишковому тракті, біодоступність препарату складає 28% внаслідок ефекту першого проходження через печінку. Після прийому беназеприл швидко перетворюється у печінці на активний метаболіт — беназеприлат. Максимальна концентрація в крові беназеприлу досягається протягом 30 хвилин, а беназеприлату досягає за 1—1,5 години. Препарат добре зв'язується з білками крові. Беназеприл проникає через плацентарний бар'єр та виділяється в грудне молоко. Метаболізується препарат у печінці. Виводиться беназеприл із організму у осіб із нормальною функцією нирок переважно із сечею, частково виводиться із жовчю. Виведення беназеприлу із організму багатофазне, у першому періоді напіввиведення беназеприлу становить 3 години, у другому періоді становить 22 годин, немає даних про збільшення цього часу при порушеннях функції печінки або нирок.

## Показання до застосування
Беназеприл застосовується для лікування гіпертонічної хвороби, хронічної ниркової недостатності (при кліренсі креатиніну 30—60 мл/хв), та у комплексному лікуванні серцевої недостатності.

## Побічна дія
При застосуванні беназеприлу можливі наступні побічні ефекти:
- Алергічні реакції та з боку шкірних покривів — часто (1—10%) висипання на шкірі, свербіж шкіри, фотодерматоз; рідко (0,01—0,1%) набряк Квінке шкіри обличчя та шиї, синдром Стівенса-Джонсона, синдром Лаєлла.
- З боку травної системи — часто (1—10%) диспепсія ; рідко (0,01—0,1%) нудота, блювота, болі в животі, порушення апетиту, запор або понос,, панкреатит, гепатит, холестатична жовтяниця.
- З боку нервової системи — часто (1—10%) головний біль, запаморочення; рідко (0,01—0,1%) слабкість, парестезії, порушення настрою та сну, порушення рівноваги, шум у вухах, порушення смаку.
- З боку дихальної системи — часто кашель (1—10%); зрідка риніт, біль у грудній клітці.
- З боку серцево-судинної системи — часто (1—10%) тахікардія, гіпотензія; рідко (0,01—0,1%) аритмії, приступи стенокардії, інфаркт міокарду.
- З боку сечостатевої системи — часто (1—10%) почащення сечопуску; рідко (0,01—0,1%) порушення функції нирок, гостра ниркова недостатність.
- З боку опорно-рухової системи — рідко (0,01—0,1%) артралгії, міалгії, артрит.
- Зміни в лабораторних аналізах — рідко (менше 0,01%) гемолітична анемія, тромбоцитопенія, гіперкаліємія, гіпонатріємія, нейтропенія, підвищення рівня креатиніну та сечовини в крові, підвищення рівня білірубіну в крові, підвищення рівня активності трансаміназ в крові.

## Протипокази
Беназеприл протипоказаний при підвищеній чутливості до інгібіторів АПФ; ангіоневротичному набряку, пов'язаному із інгібіторами АПФ в анамнезі або спадковому ангіоневротичному набряку; при вагітності та годуванні грудьми. З обережністю застосовується препарат при печінковій та нирковій недостатності, у хворих системними захворюваннями сполучної тканини, первинному альдостеронізмі, стенозі гирла аорти або мітральному стенозі, при двобічному стенозі ниркових артерій чи однобічному у разі наявності однієї нирки, при недавно перенесеній трансплантації нирки, гіпертрофічній кардіоміопатії, вираженій серцевій недостатності, у хворих, що знаходяться на гемодіалізі, у хворих цукровим діабетом, хворих із вираженим церебральним атеросклерозом. Препарат не застосовується у дитячому віці.

## Форми випуску
Беназеприл випускається у вигляді таблеток по 0,005; 0,01; 0,02 та 0,04 г. Станом на 2014 рік в Україні даний препарат не зареєстрований.

## Застосування у ветеринарії
Беназеприл застосовується у ветеринарії під торговою назвою «Кардаліс™» (беназеприл у комбінації з спіронолактоном) для лікування серцевої недостатності у собак у вигляді таблеток по 2,5/20мг, 5/40мг та 10/80мг; «Фортекор™» у вигляді таблеток по 5 та 20 мг..